# مهیب البلوشی
مهیب البلوشی (عربی: مهيب عزت عيسى البلوشي؛ زادهٔ ۲۳ ژانویهٔ ۱۹۹۱) بازیکن فوتبال اهل عمان است.
از باشگاه‌هایی که در آن بازی کرده‌است می‌توان به باشگاه ورزشی النصر اشاره کرد.
وی همچنین در تیم‌های ملی فوتبال زیر ۲۳ سال عمان و عمان بازی کرده‌است.